# ライアン・ルア
- ライアン・ルーア

ライアン・アンソニー・ルア（Ryan Anthony Rua, 1990年3月11日 - ）は、アメリカ合衆国オハイオ州ロレイン郡アマースト出身のプロ野球選手（外野手）。右投右打。現在は、フリーエージェント（FA）。愛称はリノ（Ryno）。
メディアによっては「ルーア」と表記されることもある。

## 経歴
2011年のMLBドラフト17巡目（全体534位）でテキサス・レンジャーズから指名され、プロ入り。契約後、傘下のルーキー級アリゾナリーグ・レンジャーズでプロデビュー。A-級スポケーン・インディアンスでもプレーし、2球団合計で52試合に出場して打率.303、4本塁打、37打点、10盗塁を記録した。
2012年はA-級スポケーンでプレーし、74試合に出場して打率.293、7本塁打、43打点、4盗塁を記録した。
2013年はA級ヒッコリー・クロウダッズとAA級フリスコ・ラフライダーズでプレーし、2球団合計で127試合に出場して打率.247、32本塁打、91打点、14盗塁を記録した。オフにはアリゾナ・フォールリーグに参加し、サプライズ・サグアロスに所属した。
2014年はマイナーではAA級フリスコとAAA級ラウンドロック・エクスプレスでプレーし、2球団合計で129試合に出場して打率.306、18本塁打、74打点、6盗塁を記録した。8月29日にメジャー契約を結んでアクティブ・ロースター入りした。同日のヒューストン・アストロズ戦でメジャーデビュー。この年メジャーでは28試合に出場して打率.295、2本塁打、14打点、1盗塁を記録した。
2015年は開幕ロースター入りするも、足首を痛めて長期離脱した。この年は28試合に出場して打率.193、4本塁打、7打点を記録した。
2016年は左翼手のレギュラーに近い位置付けで起用され、過去2シーズンを大きく上回る99試合に出場。バッティング面では打率.258・8本塁打・22打点・失敗0で9盗塁という成績を残し、スピード面で才能を見せた。左翼は60試合で守り、1失策・守備率.987・DRS + 2というまずまずの数字を記録した。また、31試合で一塁手も守ったが、こちらはDRS - 2と平均をやや下回った。他に中堅手・右翼手・三塁手としても守る機会があり、ユーティリティ的な役回りもこなした。
2017年は63試合に出場して打率.217、3本塁打、12打点、2盗塁を記録した。
2018年は61試合に出場して打率.194、6本塁打、12打点、3盗塁を記録した。オフの11月2日にFAとなった。

## 詳細情報

### 年度別打撃成績
| 年 度    | 球 団    | 試 合 | 打 席 | 打 数 | 得 点 | 安 打 | 二 塁 打 | 三 塁 打 | 本 塁 打 | 塁 打 | 打 点 | 盗 塁 | 盗 塁 死 | 犠 打 | 犠 飛 | 四 球 | 敬 遠 | 死 球 | 三 振 | 併 殺 打 | 打 率 | 出 塁 率 | 長 打 率 | O P S |
| -------- | -------- | ----- | ----- | ----- | ----- | ----- | -------- | -------- | -------- | ----- | ----- | ----- | -------- | ----- | ----- | ----- | ----- | ----- | ----- | -------- | ----- | -------- | -------- | ----- |
| 2014     | TEX      | 28    | 109   | 105   | 11    | 31    | 7        | 0        | 2        | 44    | 14    | 1     | 0        | 0     | 0     | 2     | 0     | 2     | 18    | 6        | .295  | .321     | .419     | .740  |
| 2015     | TEX      | 28    | 86    | 83    | 10    | 16    | 5        | 0        | 4        | 33    | 7     | 0     | 0        | 0     | 0     | 3     | 0     | 0     | 32    | 2        | .193  | .221     | .398     | .619  |
| 2016     | TEX      | 99    | 269   | 240   | 40    | 62    | 8        | 1        | 8        | 96    | 22    | 9     | 0        | 0     | 2     | 21    | 2     | 6     | 76    | 8        | .258  | .331     | .400     | .731  |
| 2017     | TEX      | 63    | 144   | 129   | 17    | 28    | 6        | 0        | 3        | 43    | 12    | 2     | 2        | 1     | 0     | 14    | 0     | 0     | 52    | 3        | .217  | .294     | .333     | .627  |
| 2018     | TEX      | 61    | 147   | 139   | 17    | 27    | 3        | 1        | 6        | 50    | 12    | 3     | 1        | 2     | 1     | 5     | 0     | 0     | 53    | 2        | .194  | .221     | .360     | .580  |
| MLB：5年 | MLB：5年 | 279   | 755   | 696   | 95    | 164   | 29       | 2        | 23       | 266   | 67    | 15    | 3        | 3     | 3     | 45    | 2     | 8     | 231   | 21       | .236  | .289     | .382     | .671  |

- 2018年度シーズン終了時

### 背番号
- 16（2014年 - 2018年）